# Birgitta Trolle
Elsa Birgitta Trolle, född 17 mars 1937 i Lunds domkyrkoförsamling, Malmöhus län, död 13 februari 2006 i Limhamns församling, Skåne län, var en svensk kvinnlig motorsportpionjär.

## Biografi
Birgitta Trolle var dotter till kammarherren Erik Trolle och grevinnan Elsa Margareta Wachtmeister af Johannishus. Hon växte upp på godset Fulltofta utanför Hörby i Skåne och avlade studentexamen som privatist vid Spyken i Lund 1955. Efter korta språkstudier i Frankrike och oavslutade juridikstudier vid Lunds universitet inledde hon en yrkeskarriär i rese- och turismbranschen.
Med sin bror Carl-Axel Trolle som kartläsare började Birgitta Trolle köra rally som 18-åring. 1958 utsågs hon till Svensk motorkvinna.
Birgitta Trolle var 1957-1962 gift med docenten, senare professorn, Hugo Hegeland, därefter från 1966 med vägmästaren Bengt Thulin i Hörby, och från 1976 levde hon med civilingenjören Aarno Kyander (i äktenskap från 1989). Hon är begravd i släktgraven på Fulltofta kyrkogård.